# Cousancelles
Cousancelles est une ancienne commune française du département de la Meuse, rattachée à Cousances-les-Forges depuis 1965.

## Toponymie
Le nom de la localité est attesté sous les formes Consancelles (1579) ; Courcelles (1656) ; Couzancelles (1700) ; Cousancellæ (1749).

Dérivé de l'hydronyme prélatin *cosa suivi du suffixe -antia et du suffixe diminutif -ella, c'est une « petite Cousances ».

## Histoire
Dépendait du Barrois mouvant et du Diocèse de Châlons avant 1790.
Le 25 février 1965, la commune de Cousancelles est rattachée à celle de Cousances-aux-Forges qui est alors renommée « Cousances-les-Forges ».

## Démographie
| 1926 | 1936 | 1946 | 1954 | 1962 |
| ---- | ---- | ---- | ---- | ---- |
| 416  | 324  | 296  | 300  | 324  |